# Michail Wassiljewitsch Pridanzew
Michail Wassiljewitsch Pridanzew (russisch Михаил Васильевич Приданцев; * 1903; † 1984) war ein russischer Metallurg.

## Leben
Pridanzew studierte an der Chemie-Fakultät der Moskauer Technischen Hochschule (MWTU) mit Abschluss 1929. Bereits seit 1927 arbeitete er als Laborant im Moskauer Hüttenwerk Elektrostal. Dort wurde er schließlich Chef des Zentrallaboratoriums. Seine wissenschaftlichen Untersuchungen beispielsweise der Invarlegierungen wurden auch im Ausland beachtet.
1940 wurde Pridanzew Leiter des Wärmebehandlungslaboratoriums und Direktorstellvertreter des Instituts für Qualitätsstähle des Moskauer Zentralen Forschungsinstituts für Stahlmetallurgie (ZNIITschM, seit 1960 Zentrales Bardin-Forschungsinstituts für Stahlmetallurgie). 1957–1962 leitete er das Laboratorium für Stahl und Legierungen im Moskauer Baikow-Institut für Metallurgie und Materialkunde der AN-SSSR. 1962 wurde er Direktor des Instituts für Qualitätsstähle und 1967 Direktorstellvertreter des Instituts für neue Metallurgietechnologie des  ZNIITschM.
Pridanzews Arbeitsgebiet war die gesamte Metallurgie der Stähle. Schwerpunkte waren der Einfluss der Legierungselemente auf die Eigenschaften, Effekte thermomechanischer Behandlungen und hochfeste austenitische Stähle.

## Ehrungen
- Stalinpreis II. Klasse (1941) für die Entwicklung neuer Stähle
- Stalinpreis III. Klasse (1943) für die Entwicklung eines neuen Verfahrens für die Herstellung von Munition mit weniger Buntmetall.
- Medaille „Für heldenmütige Arbeit im Großen Vaterländischen Krieg 1941–1945“
- Stalinpreis I. Klasse (1949) für die Entwicklung eines warmfesten Stahles
- Verdienter Wissenschaftler der UdSSR (1964)